# Cameron Henning
Cameron „Cam“ John Henning (* 24. November 1960 in Edmonton, Alberta) ist ein ehemaliger kanadischer Schwimmer. Er gewann bei Olympischen Spielen eine Bronzemedaille und bei Commonwealth Games eine Gold- und eine Silbermedaille.

## Karriere
Cameron Henning lernte im Alter von vier Jahren Schwimmen. Seine ersten internationalen Einsätze absolvierte er 1978. Bei den Commonwealth Games in Edmonton erreichte er den siebten Platz über 100 Meter Rücken und den vierten Platz über 200 Meter Rücken. Über 200 Meter lag er dabei als bester Kanadier 0,36 Sekunden hinter dem Gewinner der Bronzemedaille. Kurz darauf wurde Henning bei den Weltmeisterschaften in West-Berlin Neunter über 200 Meter Rücken. Im Jahr darauf startete er als Student der University of Alabama bei der Sommer-Universiade 1979 und belegte den achten Platz über 100 Meter Rücken. 1980 konnte Henning wegen des Olympiaboykotts nicht an den Olympischen Spielen teilnehmen.
1982 erreichte Henning bei den Weltmeisterschaften in Guayaquil den sechsten Platz über 200 Meter Rücken. Mit der kanadischen 4-mal-200-Meter-Freistilstaffel wurde er im Finale disqualifiziert. Zwei Monate später bei den Commonwealth Games 1982 in Brisbane gewannen über 100 Meter Rücken drei Kanadier die drei Medaillen. Mike West siegte vor Cameron Henning und Wade Flemons. Über 200 Meter Rücken siegte Cameron Henning vor dem Australier David Orbell und Mike West. Über 200 Meter Freistil erreichte Cameron Henning den siebten Platz.
Im August 1983 fanden in Caracas die Panamerikanischen Spiele statt. Über 200 Meter Rücken siegte Rick Carey aus den Vereinigten Staaten vor dem Brasilianer Ricardo Prado und Mike West. 0,22 Sekunden hinter West schlug Henning als Vierter an. Bei den Olympischen Spielen 1984 in Los Angeles erreichte Henning als einziger Kanadier den Endlauf über 200 Meter Rücken. Im Finale siegte Rick Carey vor dem Franzosen Frédéric Delcourt und Cameron Henning.
Cameron Hennings Heimatverein war der Edmonton Keyano Swim Club. 1982 wechselte er von der University of Alabama an die University of Alberta. Dort graduierte er in Betriebswirtschaft. Er arbeitete später im Verkauf in der Telekommunikationssparte.